# Orlivske, Iuriivka
Orlivske (în ucraineană Орлівське) este un sat în comuna Novoveazivske din raionul Iuriivka, regiunea Dnipropetrovsk, Ucraina.

## Demografie
Componența lingvistică a localității Orlivske
     Ucraineană (92,31%)
     Rusă (7,69%)
Conform recensământului din 2001, majoritatea populației localității Orlivske era vorbitoare de ucraineană (92,31%), existând în minoritate și vorbitori de rusă (7,69%).